# Le Petit Frère de Pluto
Pour plus de détails, voir Fiche technique et Distribution.
Le Petit Frère de Pluto (Pluto's Kid Brother) est un court-métrage d'animation américain des studios Disney avec Pluto, sorti le 12 avril 1946.

## Synopsis
K. B., le petit frère de Pluto est pris à partie par Butch le bouledogue.

## Fiche technique
- Titre original : Pluto's Kid Brother
- Titre français : Le Petit Frère de Pluto
- Série : Pluto
- Réalisation : Charles A. Nichols
- Scénario : Harry Reeves, Jesse Marsh
- Animation : Jack Boyd, Jerry Hathcock, George Nicholas, Robert Youngquist
- Décors : Nino Carbe
- Layout : Karl Karpé
- Musique : Oliver Wallace
- Production : Walt Disney
- Société de production : Walt Disney Productions
- Société de distribution : RKO Radio Pictures
- Format : Couleur (Technicolor) - 1,37:1 - Son mono (RCA Sound System)
- Durée : 7 min
- Langue :  Anglais
- Pays :  États-Unis
- Dates de sortie :
  - États-Unis : 12 avril 1946[1]

## Voix originales
- Pinto Colvig : Pluto

## Commentaires
Ce film marque la seule apparition du petit frère de Pluto, nommé K. B.

## Titre en différentes langues
- Suède : Pluto faller för frestelsen / Plutos lillebror

Source : IMDb